# Archytas intritus
Archytas intritus är en tvåvingeart som först beskrevs av Walker 1861.  Archytas intritus ingår i släktet Archytas och familjen parasitflugor. Inga underarter finns listade i Catalogue of Life.